# Lustre
Lustre è un file system di rete generalmente usato da sistemi cluster su vasta scala. Il nome stesso deriva da una fusione tra le parole Linux e cluster.
Il progetto mira a creare un file system che possa supportare reti di cluster di decine di migliaia di nodi e petabytes di dati da immagazzinare, senza però compromettere la velocità e la sicurezza.
Lustre è rilasciato sotto licenza GPL.